# Niko Seibold
Niko Seibold (* 1987 in Stuttgart) ist ein deutscher Jazzmusiker (Alt-, Tenor- und Sopransaxophon, Bassklarinette, Komposition, Arrangement).

## Wirken
Seibold, der zunächst im LandesJugendJazzOrchester Hessen spielte, studierte an der Musikhochschule Mannheim bei Jürgen Seefelder, am Jazzcampus Basel bei Domenic Landolf und Guillermo Klein und an der Manhattan School of Music bei Jim McNeely und Dave Liebman.
Seibold gründete das Quartett Seibolzing, das Finalist beim Neuen Deutschen Jazzpreis 2019 war, und spielte im Chanson-Quartett European Song mit der Sängerin Yumi Ito. Mit seinem 17-köpfigen Elfton Ensemble (mit der Sängerin Song Yi Jeon) veröffentlichte er 2024 das Album Grow with the Flow, das von der Kritik positiv gewürdigt wurde. Weiterhin gehört er zum deutsch-tunesischen Kollektiv Beyond Borders, das bereits drei Alben vorlegte, und zur Roberto Koch Group. Er ist auch auf Alben von Christoph Neuhaus, Johannes Maikranz und Jonas Herpichböhm zu hören. 
Seibold arbeitete mit Jorge Rossy, Mark Turner und Vince Mendoza und erhielt Kommissionen vom Metropole Orkest (2017), von Bobby Sanabria (Grammy-Nominierung 2018) und dem Generations-Festival Frauenfeld.
Seibold ist Mitbegründer des Toskana Jazzworkshop sowie des Indie-Labels Hout Records. Darüber hinaus organisiert er das Jazzfestival tis jazz Fest in Basel. Er lebt und arbeitet in der Nähe von Basel und ist mit der Harfenistin Esther Sévérac verheiratet.